# Sarah Jane Baines
Sarah Jane Baines nota anche come Jennie Baines (Birmingham, 30 novembre 1866 – Porto di Melbourne, 20 febbraio 1951) è stata un'attivista britannica; era una femminista, riformista sociale e suffragetta è stata la prima suffragetta ad essere processata da una giuria, e una delle prime scioperanti della fame. Era conosciuta come Jennie Baines nel movimento suffragista britannico.

## Primi anni

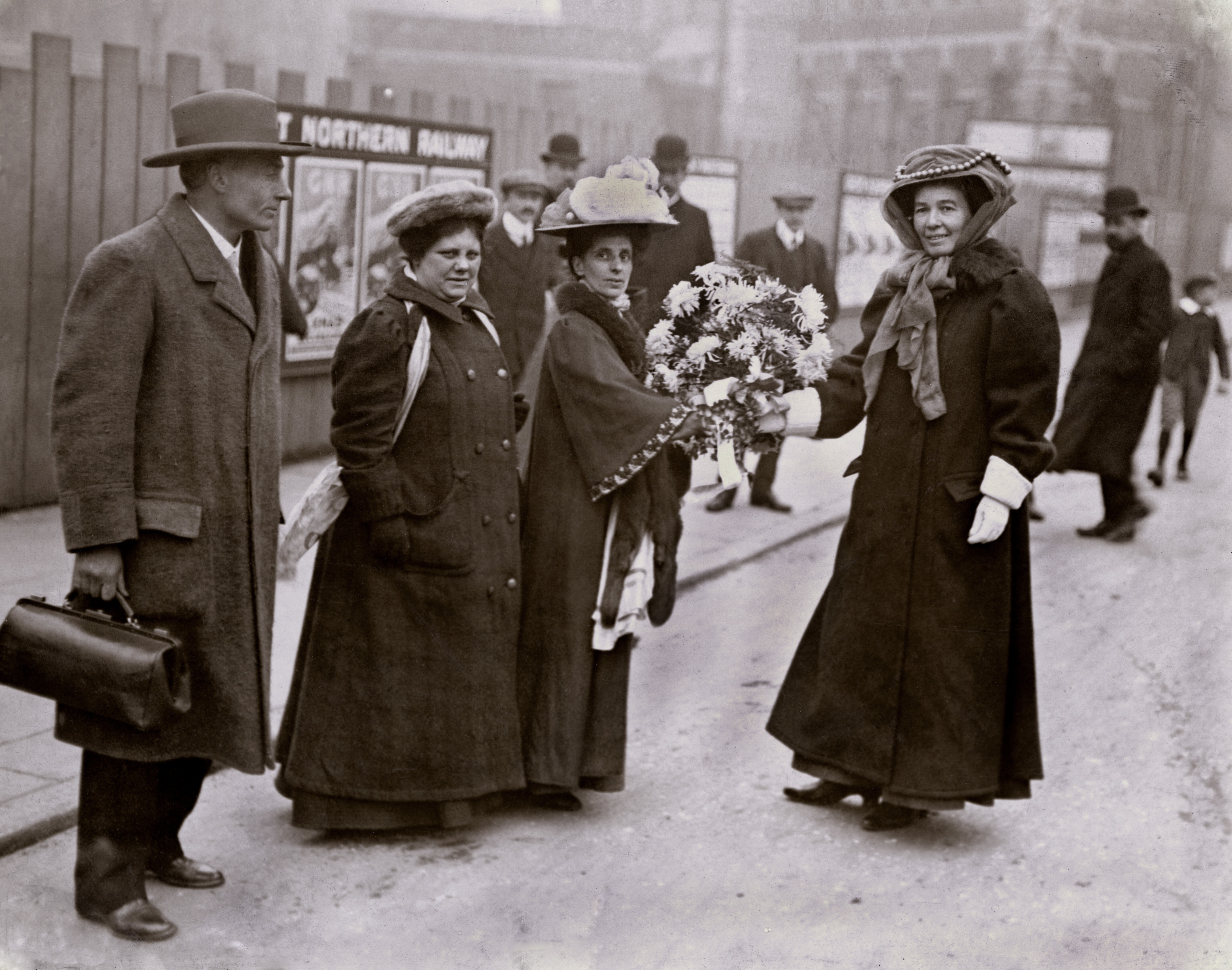
Emmeline Pethick Lawrence riceve un mazzo di fiori da Jennie Baines, mentre Flora Drummond e Frederick Pethick Lawrence guardano.

Sarah Jane Baines nacque a Birmingham, Inghilterra, nel 1866 da Sarah Ann (nata Hunt) e James Edward Hunt, un fabbricante di armi.
Iniziò a lavorare presso la fabbrica di munizioni di Joseph Chamberlain all'età di undici anni.
All'età di quattordici anni Sarah si unì ai suoi genitori per lavorare con l'Esercito della Salvezza. Dopo aver raggiunto il grado di tenente, ora ventenne, fu mandata a lavorare come evangelista in una missione di lavoratori indipendenti a Bolton. In questo ruolo fu anche chiamata ad agire come missionaria del tribunale di polizia che si prendeva cura delle donne che erano state arrestate.
Il 26 settembre 1888 a Bolton sposò George Baines, fabbricante di stivali e calzolaio e la coppia ebbe cinque figli tra il 1888 e il 1899, tre dei quali sopravvissero all'infanzia.
Tra la maternità e il lavoro come cucitrice, c'era poco tempo per le attività pubbliche. Eppure l'impegno della Baines non ha mai vacillato, il figlio più piccolo sopravvissuto aveva sei anni quando fu imprigionata per la terza volta. Annie Kenney la definì "una delle donne più gentili che si possano incontrare, una rivoluzionaria nata". La Baines aderì anche al Partito Laburista Indipendente, al comitato per l'alimentazione degli scolari e al comitato per i disoccupati.

## Campagna per il suffragio femminile
Nell'ottobre 1905 la Baines lesse dell'arresto delle suffragette Annie Kenney e Christabel Pankhurst per aggressione e questo la spinse a unirsi alla Women's Social and Political Union. Inizialmente questo era su base volontaria, ma nel febbraio 1908 fu nominata organizzatrice retribuita con uno stipendio di £ 2 a settimana, organizzando raduni all'aperto, interrompendo riunioni e stabilendo nuove filiali della WSPU nel nord dell'Inghilterra e nelle Midlands.
Più tardi nello stesso anno, nel novembre 1908, doveva essere processata per assemblea illegale al Coliseum di Leeds, primo membro in assoluto della WSPU ad essere processato da una giuria. Rifiutando di essere legata, fu condannata a sei settimane di reclusione ad Armley Goal, Leeds perché "non riconosceva le leggi di questa Corte amministrata da uomini".

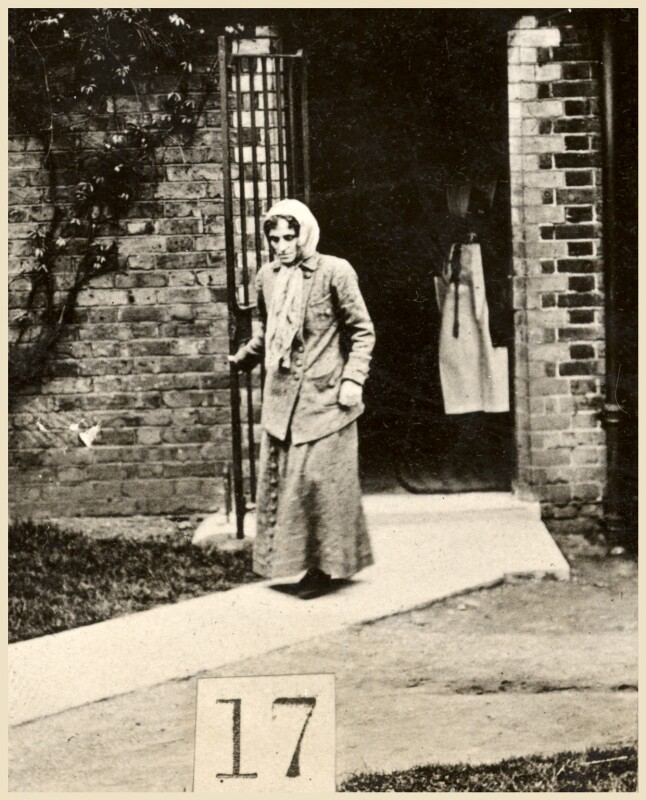
Jennie Baines, una detenuta

Una delle prime a sostenere metodi militanti, Baines è stata incarcerata una quindicina di volte per il suo ruolo nelle proteste. Nel luglio 1909 con altre dodici persone, tra cui Mary Leigh, Lucy Burns, Alice Paul, Emily Davison e Mabel Capper e un'altra sulla sua sedia a rotelle [forse May Billinghurst], fu incarcerata per ostruzione per aver tentato di fermare la riunione del bilancio pubblico di Lloyd George a Limehouse. La protesta è stata testimoniata da Annie Barnes, che era stata ispirata ad aderire alla East London Federation e influenzata da Sylvia Pankhurst. Sulla strada per la prigione di Holloway, le donne arrestate avevano gridato e cantato proteste e chiesto di essere trattate in 'prima divisione' con i propri vestiti come prigioniere 'politiche' piuttosto che come criminali, questo non è stato concesso e le donne ruppero 150 lastre di vetro nella prigione e si rifiutarono di dare i loro nomi, gli agenti penitenziari dovettero usare la 'forza necessaria' per far indossare alle donne i vestiti della prigione. A Liverpool, nel 1910, la Baines stava tenendo discorsi con Ada Flatman e Patricia Woodlock, quando fu interrotta da Constance Lytton travestita da 'Jane Wharton', una sarta che chiedeva 'agli uomini e alle donne di Liverpool di essere i primi a cancellare la macchia [dell'alimentazione forzata]' e una folla li seguì fino alla casa del governatore della prigione John Dillon, inseguita dalla polizia.
Nel luglio del 1912 la Baines partecipò a un tentativo, sotto il nome di "Lizzie Baker", insieme a Gladys Evans, Mary Leigh e Mabel Capper, di bruciare il Theatre Royal a Dublino la notte prima di una visita programmata dall'allora Primo Ministro, H.H. Asquith, per parlare delle Home Rule. Per questo la Baines fu condannata a sette mesi di lavoro duro e alla prigione centrale di Bridewell, Dublino. Unendosi alle sue compagne prigioniere suffragette in uno sciopero della fame, fu rilasciata dopo cinque giorni. L'anno successivo, l'8 luglio 1913, con suo marito George e il figlio Wilfred, fu accusata di aver tentato di bombardare le carrozze ferroviarie di prima classe in un raccordo ferroviario del Lancashire e dello Yorkshire e di aver lasciato materiale per il suffragio vicino a dove vivevano a Manchester. Una bomba, un revolver carico, maschere e utensili da taglio e due catapulte furono trovati nei loro locali. Di conseguenza suo marito e suo figlio furono accusati di danni dolosi e non imprigionati, ma la Baines fu nuovamente arrestata ai sensi del "Cat and Mouse Act" e imprigionata nella prigione di Holloway. Iniziò di nuovo lo sciopero della fame, rifiutando cibo e acqua e fu rilasciata in una "condizione molto grave".
La Baines soffriva di corea (Ballo di San Vito) che le causava spasmi causati dallo stress emotivo, rendendo quasi impossibile alimentarla forzatamente. Le era stata assegnata una medaglia "al valore" per lo sciopero della fame.
Nel maggio 1913 un altro arresto per l'ostruzione durante una riunione a Hyde Park e una pena di mese condusse i leader della WSPU a determinare che la sua salute non poteva sopportare un altro periodo in prigione, quindi la Baines e la sua famiglia furono introdotti di nascosto in Galles come la famiglia "Evans" e salparono a bordo del The Ballarat, diretto in Australia, prima che il loro processo (come famiglia) fosse effettuato nel novembre 1913. Il processo andò avanti e assolse George e Wilfred Baines. La WSPU vide questa migrazione come una ricompensa per tutto quello che avevano fatto i Baines, poiché l'Australia aveva raggiunto il voto federale femminile nel 1902.

## La sua vita in Australia
Dopo essere entrata clandestinamente dall'Inghilterra, la Baines arrivò a Melbourne, in Australia, nel dicembre 1913. Aveva quarantasette anni.
Adela Pankhurst sarebbe in seguito arrivata nel 1914.
Dopo essersi stabilita nel sobborgo di Melbourne di Fitzroy, la famiglia Baines si unì al Partito socialista vittoriano e al Partito laburista mentre Sarah si impegnò a lavorare con l'Associazione politica femminile già nel gennaio 1914 e co-fondava l'Esercito della pace femminile. Con Adele Pankhurst la Baines fece una campagna contro la prima guerra mondiale nel 1916-1917 e contro il costo della vita a spirale, come profitto. Entrambe furono condannate a nove mesi di reclusione, ma entrambe furono liberate in appello su un tecnicismo legale.
La Baines fu nuovamente incarcerata nel marzo del 1919 per aver sventolato la bandiera rossa proibita sulla Banca di Yarra e divenne il primo prigioniero in Australia a sottoporsi a sciopero della fame. Si tenne una speciale riunione del gabinetto federale e la sua liberazione dopo quattro giorni di fame fu assicurata su consiglio del procuratore generale.
Nel 1920 la Baines contribuì a stabilire il partito comunista a Victoria. Cinque anni dopo sarebbe stata espulsa e questo l'aveva vista ricongiungersi al partito laburista.
Nel 1926 la famiglia si trasferì a Port Melbourne e la Baines fu nominata magistrato speciale presso il tribunale per bambini lì dal 1928 al 1948.

## Morte ed eredità
Sebbene le sue attività del dopo guerra fossero ridotte dalla debolezza sua vista, Sarah Jane Baines continuò la sua "Eloquenza infuocata sulla campagna elettorale" fino alla sua morte per il cancro, rinunciando a parlare in pubblico solo pochi mesi prima di morire il 20 febbraio 1951 nel Porto di Melbourne.
Sopravvissuta da suo marito e dai suoi tre figli, l'eredità della Baines potrebbe forse essere riassunta con le sue stesse parole:
(Jennie Baines citata nel The Socialist, 11 aprile 1919.)